# تمارا إنغرام
تمارا إنغرام (بالإنجليزية: Tamara Ingram)‏ هي سيدة أعمال بريطانية، ولدت في 1 أكتوبر 1960 في لندن في المملكة المتحدة.